# إيسودون
إيسودون هي بلدية ومحافظة فرعية فرنسية تقع في إقليم أندر، في منطقة سانتر-فال دو لوار